# Grand Street (línea de la Sexta Avenida)
Grand Street es una estación de Manhattan en la línea de la Sexta Avenida del metro de la ciudad de Nueva York. Fue una de las dos estaciones añadidas en 1967–68 como parte de la Conexión de la Calle Chrystie (la otra es la de la calle 57–Sexta Avenida).
La estación tiene dos vías y dos plataformas laterales angostas. La única entreplanta tiene dos grupos de escaleras en cada plataforma y otras tres con salida a la calle. Originalmente la estación tenía dos grupos de escaleras hacia el este de la calle Chrystie. La tercera escalera localizada en el lado oeste fue construida a finales de los años 1900 para ayudar a aliviar la gran afluencia de pasajeros de la estación. La obra de arte localizada en la entreplanta y los niveles de las plataformas muestran un tren modelo R62 realizado en arcilla roja.
Durante varias semanas, cuando las vías del puente de Manhattan estuvieron cerradas para ciertas reparaciones, se dio servicio mediante el Grand Street Shuttle hasta la línea de la Sexta Avenida. Actualmente la recorren los trenes  y .
Si la línea de la Segunda Avenida fuera construida en el Bajo Manhattan, la nueva estación estaría situada bajo la actual, realizándose un intercambiador.